# Dumariya (Rautahat)
Dumariya – gaun wikas samiti w środkowej części Nepalu  w strefie Narajani w dystrykcie Rautahat. Według nepalskiego spisu powszechnego z 2001 roku liczył on 2166 gospodarstw domowych i 12993 mieszkańców (6374 kobiet i 6619 mężczyzn).